# Краусе, Малене
Мале́не Кра́усе (дат. Malene Krause; 18 июня 1963, Фредериксберг, Дания) — датская кёрлингистка и тренер по кёрлингу.

## Достижения
- Чемпионат мира по кёрлингу среди женщин: бронза (1990, 1999, 2001).
- Чемпионат Европы по кёрлингу: золото (1994), серебро (2001, 2002), бронза (1981, 2003, 2005).
- Чемпионат Дании по кёрлингу среди женщин: золото (1980, 1981, 1982, 1985, 1986, 1987, 1988, 1990, 1991, 1992, 1999, 2000, 2001, 2002, 2003)[1].
- Первенство Европы по кёрлингу среди юниоров: золото (1983).
- Чемпионат Дании по кёрлингу среди юниоров: золото (1983, 1984)[2].
- Чемпионат Дании по кёрлингу среди смешанных команд (англ. mixed curling): золото (1984, 1985)[3].

## Команды
| Сезон                                          | Четвёртый          | Третий             | Второй             | Первый             | Запасной                                                                                     | Турниры                                                     |
| ---------------------------------------------- | ------------------ | ------------------ | ------------------ | ------------------ | -------------------------------------------------------------------------------------------- | ----------------------------------------------------------- |
| 1979—80                                        | Марианне Йоргенсен | Астрид Бирнбаум    | Хелена Блак        | Малене Краусе      |                                                                                              | ЧДЖ 1980                                                    |
| 1979—80                                        | Хелена Блак        | Марианне Йоргенсен | Астрид Бирнбаум    | Малене Краусе      |                                                                                              | ЧМ 1980 (10 место)                                          |
| 1980—81                                        | Хелена Блак        | Марианне Йоргенсен | Астрид Бирнбаум    | Малене Краусе      |                                                                                              | ЧЕ 1980 (5 место)                                           |
| 1980—81                                        | Марианне Йоргенсен | Астрид Бирнбаум    | Хелена Блак        | Малене Краусе      |                                                                                              | ЧДЖ 1981                                                    |
| 1980—81                                        | Хелена Блак        | Марианне Йоргенсен | Астрид Бирнбаум    | Малене Краусе      |                                                                                              | ЧМ 1981 (5 место)                                           |
| 1981—82                                        | Хелена Блак        | Марианне Йоргенсен | Астрид Бирнбаум    | Малене Краусе      |                                                                                              | ЧЕ 1981                                                     |
| 1981—82                                        | Марианне Йоргенсен | Астрид Бирнбаум    | Хелена Блак        | Малене Краусе      |                                                                                              | ЧДЖ 1982                                                    |
| 1983                                           | Хелена Блак        | Йетте Ольсен       | Малене Краусе      | Лоне Кристофферсен |                                                                                              | ЧЕЮ 1983                                                    |
| 1983—84                                        | Хелена Блак        | Йетте Ольсен       | Малене Краусе      | Лоне Кристофферсен |                                                                                              | ЧЕ 1983 (8 место)                                           |
| 1984                                           | Хелена Блак        | Малене Краусе      | Annette Schøtt     | Лиллиан Фрёлинг    |                                                                                              | ЧЕЮ 1984 (6 место)                                          |
| 1984—85                                        | Хелена Блак        | Малене Краусе      | Йетте Ольсен       | Лоне Кристофферсен |                                                                                              | ЧДЖ 1985                                                    |
| 1984—85                                        | Хелена Блак        | Йетте Ольсен       | Малене Краусе      | Лоне Кристофферсен |                                                                                              | ЧЕ 1984 (5 место) ЧМ 1985 (6 место)                         |
| 1985—86                                        | Хелена Блак        | Малене Краусе      | Йетте Ольсен       | Лоне Кристофферсен |                                                                                              | ЧДЖ 1986                                                    |
| 1985—86                                        | Хелена Блак        | Йетте Ольсен       | Малене Краусе      | Лоне Кристофферсен |                                                                                              | ЧМ 1986 (8 место)                                           |
| 1986—87                                        | Хелена Блак        | Йетте Ольсен       | Малене Краусе      | Лоне Кристофферсен |                                                                                              | ЧДЖ 1987                                                    |
| 1986—87                                        | Йетте Ольсен       | Хелена Блак        | Малене Краусе      | Лоне Кристофферсен |                                                                                              | ЧМ 1987 (7 место)                                           |
| 1987—88                                        | Хелена Блак        | Малене Краусе      | Лене Х. Нильсен    | Лоне Кристофферсен |                                                                                              | ЧДЖ 1988                                                    |
| 1987—88                                        | Хелена Блак        | Малене Краусе      | Лоне Кристофферсен | Лене Х. Нильсен    |                                                                                              | ЗОИ 1988 (6 место) ЧМ 1988 (5 место)                        |
| 1989—90                                        | Хелена Блак        | Малене Краусе      | Hanne Raun         | Гитте Ларсен       |                                                                                              | ЧЕ 1989 (4 место)                                           |
| 1989—90                                        | Хелена Блак        | Малене Краусе      | Лоне Кристофферсен | Гитте Ларсен       |                                                                                              | ЧДЖ 1990 · ЧМ 1990                                          |
| 1990—91                                        | Хелена Блак        | Малене Краусе      | Лоне Кристофферсен | Гитте Ларсен       | Лене Бидструп (ЧМ)                                                                           | ЧЕ 1990 (5 место) · ЧДЖ 1991 · ЧМ 1991 (6 место)            |
| 1991—92                                        | Хелена Блак        | Лене Бидструп      | Малене Краусе      | Сусанна Слотсагер  | Дорте Хольм (ЧЕ)                                                                             | ЧЕ 1991 (4 место) · ЧДЖ 1992                                |
| 1991—92                                        | Хелена Блак        | Малене Краусе      | Лене Бидструп      | Сусанна Слотсагер  | Дорте Хольм (ЗОИ)                                                                            | ЗОИ 1992 (4 место) ЧМ 1992 (7 место)                        |
| 1992—93                                        | Хелена Блак        | Лене Бидструп      | Малене Краусе      | Сусанна Слотсагер  |                                                                                              | ЧЕ 1992 (7 место)                                           |
| 1998—99                                        | Лене Бидструп      | Малене Краусе      | Сусанна Слотсагер  | Авияя Петри        | Лиллиан Фрёлинг тренер: Яне Бидструп                                                         | ЧДЖ 1999 · ЧМ 1999                                          |
| 1999—00                                        | Лене Бидструп      | Малене Краусе      | Сусанна Слотсагер  | Авияя Петри        | Лиза Ричардсон тренер: Олле Брудстен                                                         | ЧЕ 1999 (6 место) · ЧДЖ 2000 · ЧМ 2000 (6 место)            |
| 2000—01                                        | Лене Бидструп      | Малене Краусе      | Сусанна Слотсагер  | Авияя Лунд Нильсен | Лиза Ричардсон тренер: Олле Брудстен (ЧЕ), Франтс Гуфлер (ЧМ)                                | ЧЕ 2000 (6 место) · ЧДЖ 2001 · ЧМ 2001                      |
| 2001—02                                        | Лене Бидструп      | Сусанна Слотсагер  | Малене Краусе      | Авияя Лунд Нильсен | Лиза Ричардсон (ЧЕ, ЗОИ) Яне Бидструп (ЧМ) тренер: Ханс Гуфлер (ЧЕ), Олле Брудстен (ЗОИ, ЧМ) | ЧЕ 2001 · ЧДЖ 2002 · ЗОИ 2002 (9 место) · ЧМ 2002 (6 место) |
| 2002—03                                        | Дорте Хольм        | Малене Краусе      | Дениз Дюпон        | Лиллиан Фрёлинг    | Мадлен Дюпон тренер: Микаэль Квист                                                           | ЧЕ 2002                                                     |
| 2002—03                                        | Дорте Хольм        | Лене Бидструп      | Малене Краусе      | Лиза Ричардсон     |                                                                                              | ЧДЖ 2003                                                    |
| 2002—03                                        | Дорте Хольм        | Малене Краусе      | Дениз Дюпон        | Лиза Ричардсон     | Мария Поульсен тренер: Франтс Гуфлер                                                         | ЧМ 2003 (8 место)                                           |
| 2003—04                                        | Дорте Хольм        | Малене Краусе      | Дениз Дюпон        | Camilla Hansen     | Лиза Ричардсон тренер: Яне Бидструп                                                          | ЧЕ 2003                                                     |
| 2005—06                                        | Дорте Хольм        | Дениз Дюпон        | Лене Нильсен       | Малене Краусе      | Мария Поульсен тренеры: Лассе Лаурсен, Авияя Лунд Ярунд                                      | ЧЕ 2005 · ЗОИ 2006 (8 место)                                |
| Кёрлинг среди смешанных команд (mixed curling) |                    |                    |                    |                    |                                                                                              |                                                             |
| 1984                                           | Пер Берг           | Хелена Блак        | Ян Хансен          | Малене Краусе      |                                                                                              | ЧДСК 1984                                                   |
| 1985                                           | Пер Берг           | Хелена Блак        | Ханс Гуфлер        | Малене Краусе      |                                                                                              | ЧДСК 1985                                                   |

(скипы выделены полужирным шрифтом)

## Результаты как тренера национальных сборных
| Год  | Турнир                            | Сборная | Место |
| ---- | --------------------------------- | ------- | ----- |
| 2014 | Чемпионат Европы по кёрлингу 2013 | Дания   | 4     |